# آبزانوو (شهرستان آرخانگلسکی، باشقیرستان)
آبزانوو (به لاتین: Abzanovo) یک منطقهٔ مسکونی در روسیه است که در باشقیرستان واقع شده‌است.